# サン＝レミ＝ド＝プロヴァンス
サン＝レミ＝ド＝プロヴァンス（Saint-Rémy-de-Provence、プロヴァンス語:Sant-Roumié-de-Prouvènço）は、フランス南部のブーシュ＝デュ＝ローヌ県、旧プロヴァンス州の都市。

## 地理
アヴィニョンの約20km南、アルピーユ山脈の真北に位置する。

## 人口統計
| 1962年 | 1968年 | 1975年 | 1982年 | 1990年 | 1999年 | 2006年 | 2015年 |
| ------ | ------ | ------ | ------ | ------ | ------ | ------ | ------ |
| 7582   | 8044   | 7923   | 8402   | 9340   | 9806   | 10203  | 9775   |

参照元:1962年から1999年までは複数コミューンに住所登録をする者の重複分を除いたもの。それ以降は当該コミューンの人口統計によるもの。1999年までEHESS/Cassini、2006年以降INSEE

## 観光名所
「凱旋門」を含む古代ローマ時代のグラヌムの遺跡群。この町の南、アルピーユ山脈の手前のゴシエ山（Mont Gaussier）の頂上からは、町全体と遺跡群が一望できる。

## その他
- 16世紀の医師・占星術師ノストラダムスの生地。生家とされる建物にはその旨を記したプレートがつけられている。また、同じ通りには、ノストラダムスの胸像が彫られた「ノストラダムスの泉（Fontaine Nostradamus）」がある。この泉はルイ16世の治世下に作られたものであるが、現在の胸像は1859年に彫刻家アンブロワーズ・リオタール（Ambroise Liotard）が作成したものである。20世紀にはこの町の郷土史家エドガール・ルロワがノストラダムスに関する実証的研究の先鞭をつけた。

- フィンセント・ファン・ゴッホが、この町のサン＝ポール・ド・モゾル修道院の精神病院で療養していたことがあり（1889年 - 1890年）、そのとき 『星月夜』（The Starry Night）が描かれた。

## 姉妹都市
- プファルキルヒェン、ドイツ
- ビエンティナ、イタリア

## 外部リンク

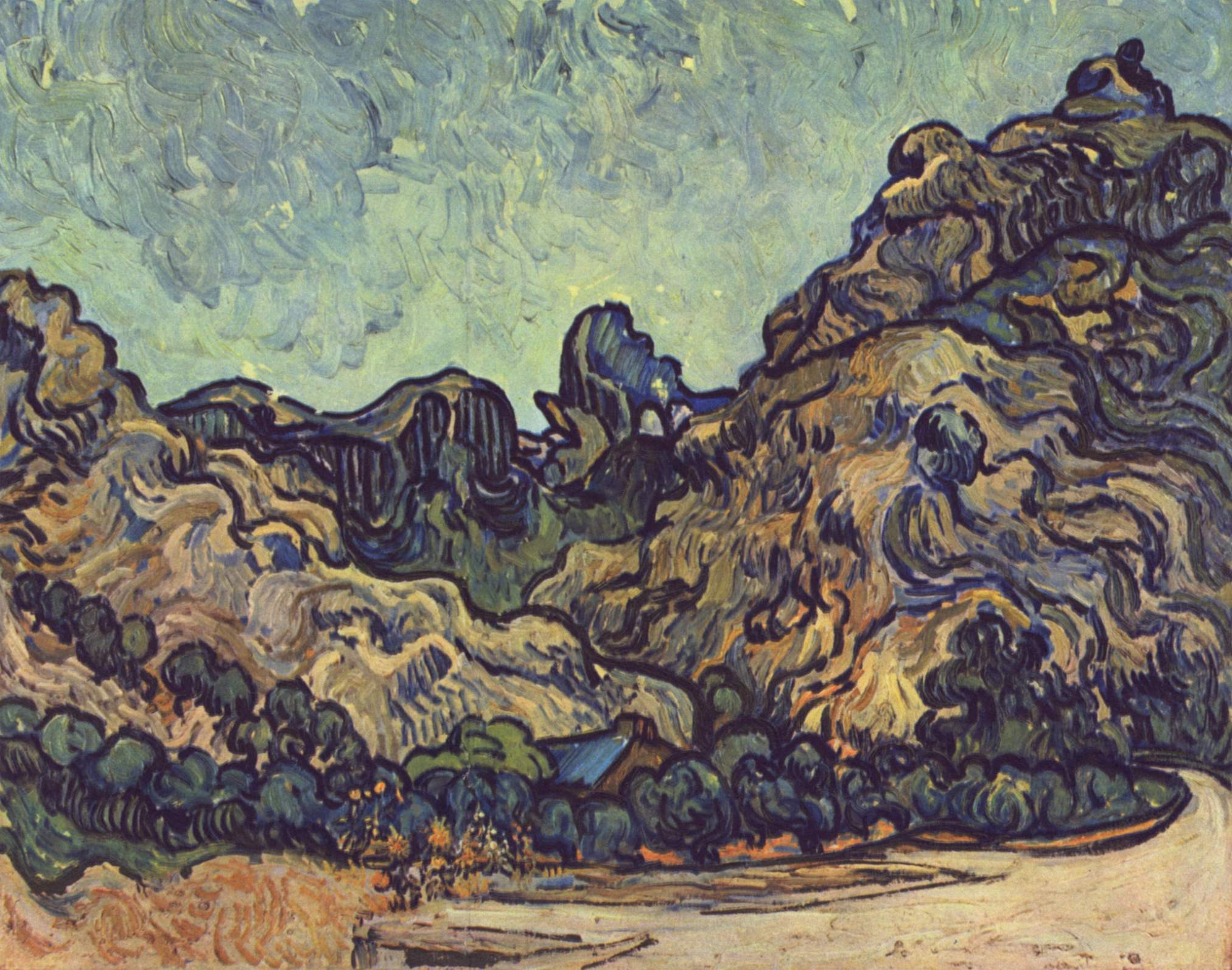
ゴッホの描いたサン＝レミ＝ド＝プロヴァンス

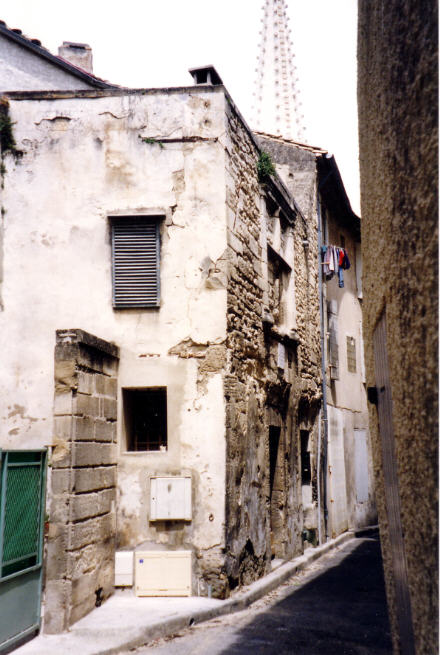
ノストラダムスの生地とされる一角

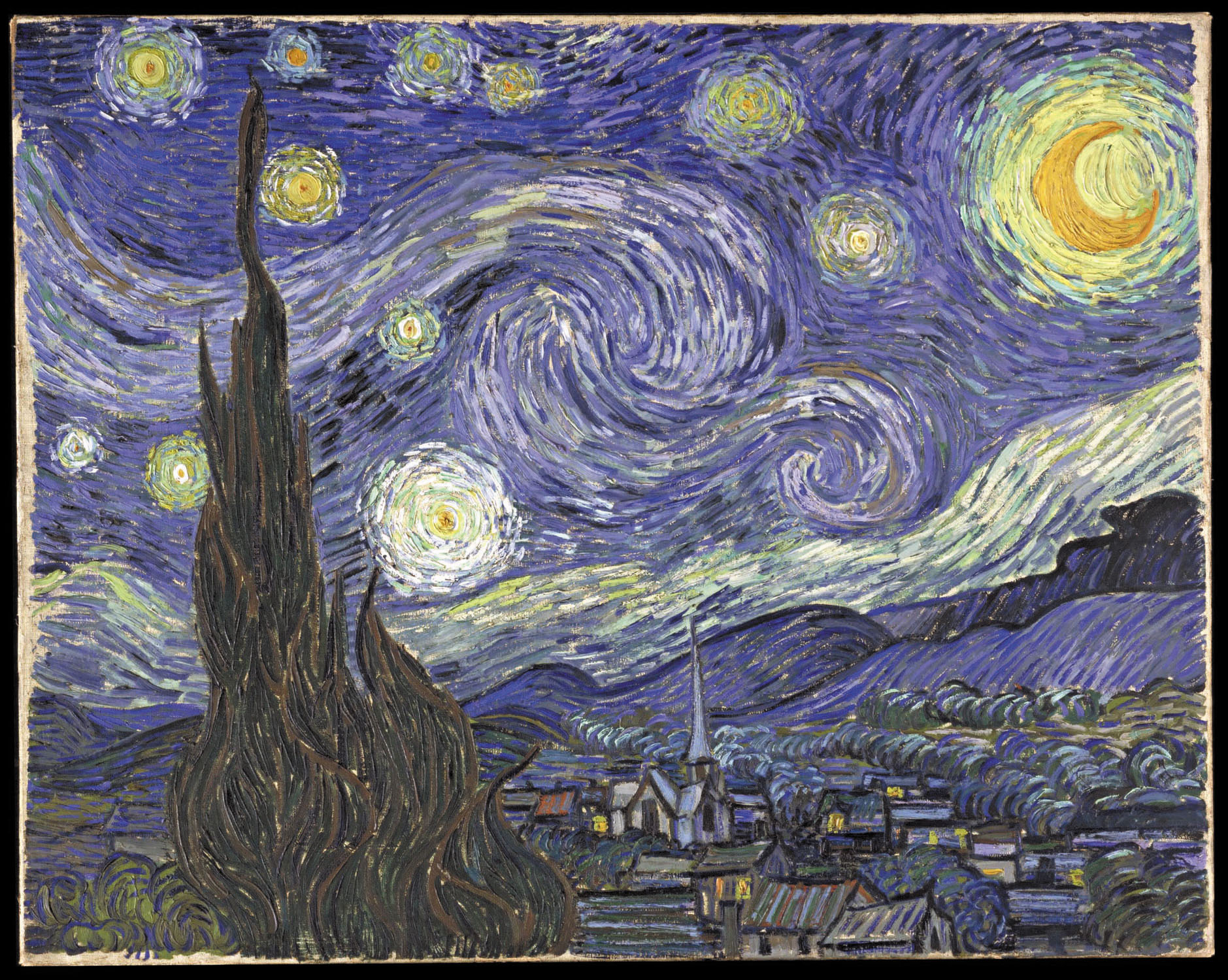
『星月夜』

## 参照
1. ↑  http://cassini.ehess.fr/cassini/fr/html/fiche.php?select_resultat=34419
2. ↑  https://www.insee.fr/fr/statistiques/3293086?geo=COM-13100
3. ↑  http://www.insee.fr